# Tichon von Sadonsk
Tichon von Sadonsk (russisch Тихон Задонский/Tichon Sadonski; bürgerlicher Name Тимофей Савельевич Соколов Timofei Saweljewitsch Sokolow; * 1724 in Korozko; † 13. Augustjul. / 24. August 1783greg. in Sadonsk) war von 1763 bis 1767 Bischof von Woronesch. Er ist ein Heiliger der Russischen Orthodoxen Kirche (Gedenktag 13. Augustjul. / 26. Augustgreg.).

## Leben
Timofei wurde 1724 in Korozko (Kreis Waldai) geboren. Als Familiennamen wurde in der ältesten Quelle „Sokolow“ angegeben. Sein Vater, Saweli Kirillow, war Kirchensänger, seine Mutter hieß Domnika. Timofei hatte drei Brüder und zwei Schwestern. Der Vater starb früh; daher lebte die Familie in großer Armut. Timofeis Begabung wurde gefördert. Er konnte das 1740 gegründete Geistliche Seminar in Weliki Nowgorod besuchen. Im Juli 1754 schloss er das Studium ab und wurde Dozent für Rhetorik am Seminar. Am 10. April 1758 wurde er Mönch und erhielt den Namen Tichon. Sein Namenspatron war der hl. Tychon von Amathus (Zypern), welcher der Überlieferung nach um 340 bis 403 lebte. Am 27. August 1758 wurde Tichon Dozent für Philosophie und am 13. Januar 1759 Präfekt des Seminars. Am 26. August 1759 wurde er Rektor des geistlichen Seminars in Twer und Dozent für Theologie. Am 13. Mai 1761 wurde er in Sankt Petersburg zum Bischof von Kexholm und Ladoga geweiht. Er war Vikarbischof von Nowgorod. Am 3. Februar 1763 wurde er Bischof von Woronesch und Jelez. Aus gesundheitlichen Gründen erbat Tichon Mitte 1767 die Versetzung in den Ruhestand. 1768 lebte er im Erlöser-Verklärungs-Kloster Tolschew. Im März 1769 siedelte er in das Gottesgebärerinkloster Teschewsk über, das 1779 in Sadonsk, d. h. Ort jenseits des Flusses Don, umbenannt wurde. Tichon wurde bekannt durch seinen Einsatz für Gefangene, arme Familien und Obdachlose.

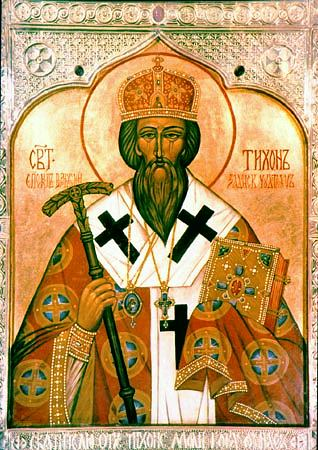
Tichon-Ikone

Es gelang Tichon, seine Anliegen (die Bekämpfung der Sünde, die Buße und die Askese) dem einfachen Volk ebenso wie den Gebildeten zu vermitteln. In seinen Predigten geißelte er soziale Ungerechtigkeit. Er war zugleich ein ausgezeichneter Schriftsteller und verfasste eine Reihe von Werken, die sich auf Anregungen aus dem Werk von Johann Arndt stützen. Der russische Schriftsteller Fjodor Michailowitsch Dostojewski gestaltete die Figur des Starzen Sosima in seinem Roman Die Brüder Karamasow in Anlehnung an Aussagen und Werk Tichons. Dieser starb 1783 in Sadonsk. Seine Gebeine fanden ihre letzte Ruhe in der Wladimir-Kathedrale des Sadonsker Klosters, welches sich nach seiner Heiligsprechung 1861 zu einem bedeutenden Wallfahrtsort entwickelte.

## Werke
- W. Worobew (Hrsg.): Isbrannye trudy. Pisma. Materialy. Russkaja bogoslowskaja biblioteka, Moskau 2004, ISBN 5-7429-0049-X.
- Swjatitel Tichon Sadonski. Swjatootetscheskoe nasledie. 5 Bände. Moskau 2003.
- Sotschinenija preoswjaschtschennago Tichona, episkopa Woroneschskago i Jelezkago. 15 Bände. St. Petersburg 1825–1826.
- Tworenija ische wo swjatych otza naschego Tichona Sadonskago. 5 Bände. 5. Auflage. Moskau 1889.